# Palmarès du Tournoi des Six Nations féminin
Cet article concerne le tournoi féminin. Pour le tournoi masculin, voir Palmarès du tournoi des Six Nations masculin.
Pour un article plus général, voir Tournoi des Six Nations féminin.
Cet article reprend le palmarès complet du Tournoi des Six Nations féminin et liste les Grands chelems et les Triples couronnes depuis les débuts de la compétition en 1996.

## Palmarès
Le palmarès est ventilé selon le format de l'épreuve : tournoi initial des quatre nations britanniques de 1996 à 1998 ; tournoi des Cinq Nations avec l'entrée de la France en 1999 ; puis substitution de l'Irlande par l'Espagne en 2000 et 2001 ; tournoi des Six Nations avec le retour de l'Irlande de 2002 à 2006 ; enfin format actuel avec la substitution de l'Italie à l'Espagne depuis 2007.
Légende :
- (GC) : Grand chelem (tous les matches gagnés)
- (TC) : Triple couronne (tous les matches gagnés entre les quatre nations britanniques)
- (CB) : cuillère de bois avec Whitewash (tous les matches perdus).

| Édition | Vainqueur       | 2e                                | 3e                                | 4e                                |
| ------- | --------------- | --------------------------------- | --------------------------------- | --------------------------------- |
| 1996    | Angleterre (TC) | Écosse, Pays de Galles et Irlande | Écosse, Pays de Galles et Irlande | Écosse, Pays de Galles et Irlande |
| 1997    | Angleterre (TC) | Écosse                            | Pays de Galles                    | Irlande (CB)                      |
| 1998    | Écosse (TC)     | Angleterre                        | Pays de Galles                    | Irlande (CB)                      |

| Édition | Vainqueur           | 2e     | 3e     | 4e             | 5e           |
| ------- | ------------------- | ------ | ------ | -------------- | ------------ |
| 1999    | Angleterre (GC, TC) | France | Écosse | Pays de Galles | Irlande (CB) |

| Édition | Vainqueur           | 2e                | 3e                | 4e     | 5e                  |
| ------- | ------------------- | ----------------- | ----------------- | ------ | ------------------- |
| 2000    | Angleterre (GC, TC) | France            | Espagne           | Écosse | Pays de Galles (CB) |
| 2001    | Angleterre (GC, TC) | Espagne et France | Espagne et France | Écosse | Pays de Galles (CB) |

| Édition | Vainqueur           | 2e              | 3e      | 4e             | 5e             | 6e             |
| ------- | ------------------- | --------------- | ------- | -------------- | -------------- | -------------- |
| 2002    | France (GC)         | Angleterre (TC) | Écosse  | Espagne        | Pays de Galles | Irlande (CB)   |
| 2003    | Angleterre (GC, TC) | Écosse          | France  | Pays de Galles | Irlande        | Espagne (CB)   |
| 2004    | France (GC)         | Angleterre (TC) | Espagne | Écosse         | Pays de Galles | Irlande (CB)   |
| 2005    | France (GC)         | Angleterre (TC) | Écosse  | Espagne        | Irlande        | Pays de Galles |
| 2006    | Angleterre (GC, TC) | Pays de Galles  | France  | Écosse         | Irlande        | Espagne (CB)   |

| Édition                           | Vainqueur           | 2e                  | 3e             | 4e             | 5e             | 6e                  |
| --------------------------------- | ------------------- | ------------------- | -------------- | -------------- | -------------- | ------------------- |
| 2007                              | Angleterre (GC, TC) | France              | Pays de Galles | Irlande        | Écosse         | Italie (CB)         |
| 2008                              | Angleterre (GC, TC) | Pays de Galles      | France         | Irlande        | Italie         | Écosse (CB)         |
| 2009                              | Angleterre          | Pays de Galles (TC) | Irlande        | France         | Écosse         | Italie (CB)         |
| 2010                              | Angleterre (GC, TC) | France              | Irlande        | Écosse         | Italie         | Pays de Galles      |
| 2011                              | Angleterre (GC, TC) | France              | Irlande        | Pays de Galles | Italie         | Écosse (CB)         |
| 2012                              | Angleterre (GC, TC) | France              | Irlande        | Pays de Galles | Italie         | Écosse (CB)         |
| 2013                              | Irlande (GC, TC)    | France              | Angleterre     | Pays de Galles | Italie         | Écosse (CB)         |
| 2014                              | France (GC)         | Angleterre (TC)     | Irlande        | Italie         | Pays de Galles | Écosse (CB)         |
| 2015                              | Irlande (TC)        | France              | Italie         | Angleterre     | Pays de Galles | Écosse (CB)         |
| 2016                              | France              | Angleterre (TC)     | Irlande        | Pays de Galles | Italie         | Écosse (CB)         |
| Mise en place des points de bonus |                     |                     |                |                |                |                     |
| 2017                              | Angleterre (GC, TC) | Irlande             | France         | Écosse         | Pays de Galles | Italie (CB)         |
| 2018                              | France (GC)         | Angleterre (TC)     | Irlande        | Italie         | Écosse         | Pays de Galles      |
| 2019                              | Angleterre (GC, TC) | Italie              | France         | Pays de Galles | Irlande        | Écosse (CB)         |
| 2020                              | Angleterre (GC, TC) | France              | Irlande        | Italie         | Écosse         | Pays de Galles (CB) |
| 2021                              | Angleterre (GC, TC) | France              | Irlande        | Italie         | Écosse         | Pays de Galles (CB) |
| 2022                              | Angleterre (GC, TC) | France              | Pays de Galles | Irlande        | Italie         | Écosse (CB)         |
| 2023                              | Angleterre (GC, TC) | France              | Pays de Galles | Écosse         | Italie         | Irlande (CB)        |
| 2024                              | Angleterre (GC, TC) | France              | Irlande        | Écosse         | Italie         | Pays de Galles      |
| 2025                              | Angleterre (GC, TC) | France              | Irlande        | Italie         | Écosse         | Pays de Galles (CB) |

## Nombre de participations et de victoires
L’Angleterre domine très largement le palmarès, avec 20 victoires dont 17 Grands Chelems en 29 tournois, suivie par la France (qui compte trois participations en moins) avec 6 victoires.
| Équipes        | Tournois disputés | Victoires | dont Grands chelems (et Triples couronnes) | % victoires finales / tournois disputés | Cuillères de bois |
| -------------- | ----------------- | --------- | ------------------------------------------ | --------------------------------------- | ----------------- |
| Angleterre     | 29                | 20        | 17 (24)                                    | 69 %                                    | 0                 |
| France         | 25                | 6         | 5                                          | 24 %                                    | 0                 |
| Irlande        | 26                | 2         | 1 (2)                                      | 7,7 %                                   | 6                 |
| Écosse         | 28                | 1         | 1 (1)                                      | 3,6 %                                   | 9                 |
| Pays de Galles | 28                | 0         | 0 (1)                                      | 0 %                                     | 4                 |
| Italie         | 17                | 0         | 0                                          | 0 %                                     | 3                 |
| Espagne        | 7                 | 0         | 0                                          | 0 %                                     | 2                 |

Dernière mise à jour après le Tournoi 2024